# Mastail
Mastail är en ort i Azerbajdzjan.   Den ligger i distriktet Lerik Rayonu, i den södra delen av landet, 220 km sydväst om huvudstaden Baku. Mastail ligger 960 meter över havet och antalet invånare är 916.
Terrängen runt Mastail är huvudsakligen kuperad, men västerut är den bergig. Närmaste större samhälle är Lerik, 3,1 km sydost om Mastail. 
Trakten runt Mastail består i huvudsak av gräsmarker. Runt Mastail är det ganska tätbefolkat, med 60 invånare per kvadratkilometer.